# Терехова, Нина Викторовна
Нина Викторовна Терехова — советский хозяйственный, государственный и политический деятель.

## Биография
Родилась в 1924 году в Ленинграде. Член КПСС.
Окончила Ленинградский юридический институт.
Участник Великой Отечественной войны — участница оборонных работ под Ленинградом.
До 1942 — учётчица, технолог по нормированию тканей фабрики «Красная работница», жительница блокадного Ленинграда.
В 1949—1954 — народный судья в городе Ржеве.
В 1955—1957 — старший инструктор Выборгского райисполкома города Ленинграда.
В 1957—1961 — инструктор, заместитель заведующего отделом Выборгского райкома КПСС города Ленинграда.
В 1961—1963 — секретарь Выборгского райисполкома города Ленинграда.
В 1976—1979 — первый секретарь Куйбышевского райкома КПСС города Ленинграда.
В 1979—1984 — председатель партийной комиссии при Ленинградском обкоме КПСС.
Делегат XXV съезда КПСС.
Умерла в Санкт-Петербурге после 2005 года.

## Награды
- Орден Трудового Красного Знамени (1976)
- Орден Дружбы народов (13.04.1981)